# Marcello Pavarin

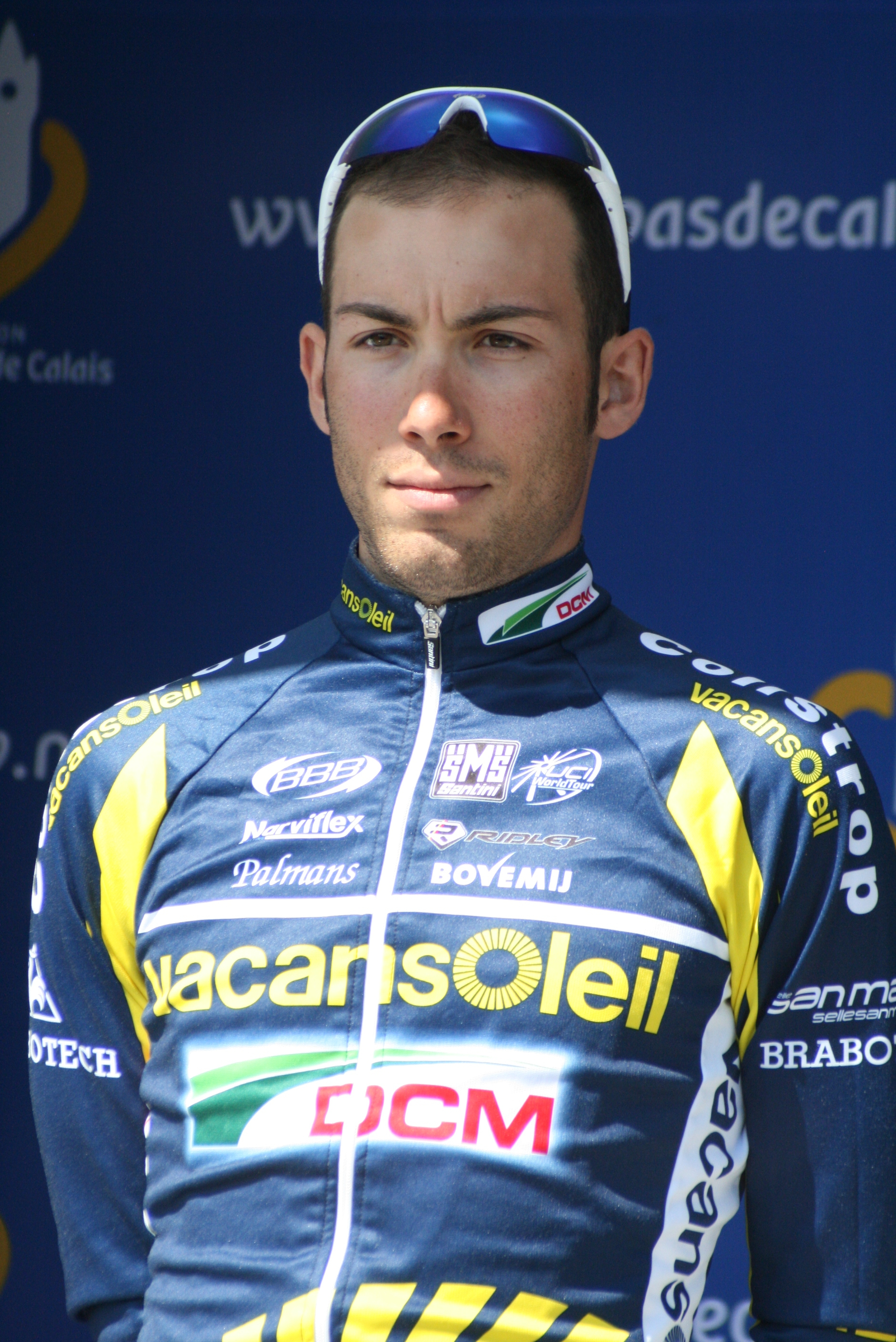
Marcello Pavarin, en 2010.

Marcello Pavarin es un ciclista profesional italiano. Nació en Rovigo (Véneto), el 22 de octubre de 1986.
Es profesional desde 2009, cuando debutó con el equipo CSF Group-Navigare. En el 2009 fichó por el equipo Vacansoleil-DCM, equipo en el que permanece en la actualidad.

## Palmarés
No ha conseguido victorias como profesional.

## Equipos
- CSF Group-Navigare (2009)
- Colnago-CSF Inox (2010)
- Vacansoleil-DCM (2011)